# 松本市立高綱中学校
松本市立高綱中学校（まつもとしりつ たかつなちゅうがっこう）は、長野県松本市島立にある公立の中学校。 

## 沿革
- 1953年（昭和28年）4月1日 - 東筑摩郡島立村・新村・和田村の組合立中学校として創設[1]。
- 1954年（昭和29年）4月1日 - 島立村が松本市に編入されたことに伴い、松本市と2村の組合立中学校になる[1]。
- 1954年（昭和29年）8月1日 - 新村・和田村が松本市に編入されたことに伴い、松本市立の中学校になる[1]。

## 概要
- 学校目標に「自主、友愛、剛健」を掲げ、伝統の生徒会四本柱「明るいあいさつ」「光る廊下」「響きわたる歌声」「咲き誇るサルビア園」を中心に、日々の活動に取り組む[1]。

## 生徒数・職員数
- 2023年4月 生徒＝319人、[1]

### 学級数
- 2014年度＝1学年4クラス、2学年3クラス、3学年3クラス、特別支援学級2クラス[1]

2016年度 一学年3クラス 二学年3クラス 三学年4クラス 特別支援学級2クラス
全校生徒数329名
生徒会数 10
2023年度=1学年3クラス 2学年3クラス 3学年4クラス 特別支援学級3クラス

## 主な行事
- 4月入学式,  修学旅行（3年生）
- 5月　部活動正式入部
- 6月　上高地キャンプ（1年生）、職場体験実習（２年生）
- 9月　若鷹祭（文化祭）
- 10月　バスケットボールクラスマッチ
- 11月　生徒会正副会長選挙
- 1月　新入生体験入学
- 2月　百人一首クラスマッチ
- 3月　生徒総会、3年生を送る会[1],卒業式

## 部活動
| - 男女 バスケットボール - 男女バレーボール - 卓球 - サッカー | - 陸上 - ソフトテニス - 吹奏楽 - 美術 |